# Vaya Con Dios (band)
Vaya Con Dios (een Spaanse groet, letterlijk Ga met God) is een Belgische popgroep opgericht in 1986. Begin jaren negentig had de groep enkele grote internationale hits.

## Geschiedenis
Na een succesvolle samenwerking van Dani Klein en Willy Lambregt in de band Arbeid Adelt! werd in 1986 samen met contrabassist Dirk Schoufs Vaya Con Dios opgericht, omdat hun hart bij de jazz, opera en zigeunermuziek lag en het een genre was dat in Brussel nauwelijks bekendheid genoot. In 1987 waren ze deel van de winnende ploeg in de Baccarabeker. In hun eerste single Just a friend of mine, die kort nadien werd opgenomen, waren al Spaanse invloeden te horen. De single werd een grote hit in Frankrijk, waar meer dan 300.000 exemplaren worden verkocht. Willy Lambregt had inmiddels de groep al verlaten om zijn carrière bij The Scabs de volle aandacht te geven. Hij werd vervangen door Jean-Michel Gielen. Het tweede album bevatte de grote hitsingles What's a Woman en Nah Neh Nah. What's a Woman stond in 1990 8 weken op nummer 1 in Vlaanderen en drie weken op nummer 1 in Nederland.
In 1991 ging het duo Dani Klein en Dirk Schoufs uit elkaar. Dirk Schoufs verliet de groep en Vaya Con Dios ging verder als eenvrouwsband.
In 1992 verscheen het derde album Time Flies. De muziek is veel triester dan op de eerste twee albums, met invloeden uit de soul en Latijns-Amerika. De bekendste single van dit album is Heading for a fall. Ondanks de personele en muzikale wijzigingen bleef Vaya Con Dios populair in grote delen van Europa (vooral in Duitsland, Frankrijk en Scandinavië) en Zuid-Amerika. Alleen in Nederland en België bleef het succes beperkt. In 1993 werd een grote wereldtournee georganiseerd vanwege het grote internationale succes.
In 1995 kwam het vierde album uit. In 1996 maakte Dani Klein bekend geen plezier meer te beleven aan de muziekwereld en besloot ze de band te stoppen, die op dat moment nog maar uit één persoon bestond. In 1997 verscheen nog een verzamelalbum. Dani Klein begon in 1999 weer met zingen en wordt zangeres bij Purple Prose.
Zeven jaar later, in 2004, werd Vaya Con Dios opnieuw opgericht. De groep, die nog steeds uit zangeres Dani Klein, enkele nieuwe muzikanten en muzikanten van de beginjaren van Vaya Con Dios bestond, bracht een nieuw album uit in oktober 2004 onder de naam The Promise.
Op 31 augustus 2006 werd in Theatre Vaudeville te Brussel het eerste van een nieuwe reeks akoestische optredens gegeven. Op 3 november verscheen hiervan de cd/dvd The Ultimate Collection.
Op 3 september 2006 bracht Vaya Con Dios hun nieuwe single 'Pauvre Diable' uit.
In 2009 werd het nummer "What's a woman" opgenomen in de eregalerij van de Vlaamse klassiekers van Radio 2.
Op 25 oktober 2014 speelde de band hun laatste optreden in de concertzaal Vorst Nationaal. Hiervan kwam een live-cd en dvd uit, die na drie weken al de gouden status kreeg in België.
In 2022 kwam de band terug met een nieuw album, What's a Woman, met daarop oud werk in een intiemere versie.
In 2023 kreeg de groep de Lifetime Achievement Award op de MIA's van 2022.
Op 13 oktober 2023 kwam de single Shades of Joy uit.
In 2024 verscheen de single No What-Ifs, die samen met Danny Vera werd opgenomen.
Vaya Con Dios verkocht in totaal meer dan 7 miljoen albums en meer dan 3 miljoen singles.

## Discografie

### Albums
| Album met eventuele hitnotering(en) in de Nederlandse Album Top 100 | Datum van verschijnen | Datum van binnenkomst | Hoogste positie | Aantal weken | Opmerkingen        |
| ------------------------------------------------------------------- | --------------------- | --------------------- | --------------- | ------------ | ------------------ |
| Vaya Con Dios                                                       | 17-10-1988            | -                     |                 |              |                    |
| Night owls                                                          | 25-04-1990            | 19-05-1990            | 3               | 54           | Platina            |
| Time flies                                                          | 02-09-1992            | 03-10-1992            | 1(4wk)          | 32           | Platina            |
| Roots and Wings                                                     | 25-09-1995            | 07-10-1995            | 6               | 18           | Goud               |
| Best of Vaya Con Dios                                               | 21-10-1996            | 02-11-1996            | 17              | 19           | Verzamelalbum      |
| Whats a woman: The blue sides of Vaya con dios                      | 10-11-1998            | -                     |                 |              | Verzamelalbum      |
| The promise                                                         | 25-10-2004            | 13-11-2004            | 96              | 1            |                    |
| Thank you all!                                                      | 08-12-2014            | 10-01-2015            | 80              | 1            | Live-album met dvd |

| Album met hitnotering(en) in de Vlaamse Ultratop 200 albums | Datum van verschijnen | Datum van binnenkomst | Hoogste positie | Aantal weken | Opmerkingen                     |
| ----------------------------------------------------------- | --------------------- | --------------------- | --------------- | ------------ | ------------------------------- |
| Roots and wings                                             | 1995                  | 07-10-1995            | 1(2wk)          | 24           |                                 |
| Best of Vaya Con Dios                                       | 1996                  | 02-11-1996            | 3               | 20           | Verzamelalbum                   |
| The promise                                                 | 2004                  | 30-10-2004            | 12              | 19           |                                 |
| The ultimate collection                                     | 2006                  | 11-11-2006            | 5               | 27           | Verzamelalbum met dvd / Platina |
| Comme on est venu...                                        | 24-10-2009            | 31-10-2009            | 7               | 41           | Goud                            |
| Thank you all!                                              | 08-12-2014            | 13-12-2014            | 3               | 43           | Live-album met dvd / Goud       |
| What's a woman?                                             | 28-10-2022            | 05-11-2022            | 8               | 15           |                                 |

### Singles
| Single met eventuele hitnotering(en) in de Nederlandse Top 40 | Datum van verschijnen | Datum van binnenkomst | Hoogste positie | Aantal weken | Opmerkingen                                                         |
| ------------------------------------------------------------- | --------------------- | --------------------- | --------------- | ------------ | ------------------------------------------------------------------- |
| What's a woman                                                | 1990                  | 12-05-1990            | 1(3wk)          | 15           | Nr. 1 in de Nationale Top 100 / Veronica Alarmschijf Radio 3 / Goud |
| Nah neh nah                                                   | 1990                  | 01-09-1990            | 3               | 12           | Nr. 4 in de Nationale Top 100 / TROS Paradeplaat Radio 3            |
| Night owls                                                    | 1990                  | 24-11-1990            | tip10           | -            | Nr. 51 in de Nationale Top 100                                      |
| Don't cry for Louie                                           | 1988                  | 29-06-1991            | tip16           | -            | Nr. 54 in de Nationale Top 100                                      |
| Heading for a fall                                            | 1992                  | 12-09-1992            | 7               | 13           | Nr. 3 in de Nationale Top 100                                       |
| Time flies                                                    | 1992                  | 28-11-1992            | tip5            | -            | Nr. 51 in de Nationale Top 100                                      |
| So long ago                                                   | 1993                  | 06-03-1993            | tip17           | -            |                                                                     |
| Don't break my heart                                          | 1995                  | 07-10-1995            | 33              | 4            | Nr. 28 in de Mega Top 50                                            |
| Hey (Nah neh nah)                                             | 2010                  | 15-01-2011            | 4               | 13           | met Milk & Sugar / Nr. 5 in de Mega Top 50                          |

| Single met hitnotering(en) in de Vlaamse Ultratop 50 | Datum van verschijnen | Datum van binnenkomst | Hoogste positie | Aantal weken | Opmerkingen                                   |
| ---------------------------------------------------- | --------------------- | --------------------- | --------------- | ------------ | --------------------------------------------- |
| Just a friend of mine                                | 1987                  | 29-08-1987            | 17              | 4            | Nr. 18 in de Radio 2 Top 30                   |
| Puerto Rico                                          | 1988                  | 12-03-1988            | 15              | 14           | Nr. 10 in de Radio 2 Top 30                   |
| Don't cry for Louie                                  | 1988                  | 03-12-1988            | 27              | 4            | Nr. 21 in de Radio 2 Top 30                   |
| Johnny                                               | 1989                  | 06-05-1989            | 40              | 1            | Nr. 30 in de Radio 2 Top 30                   |
| What's a woman                                       | 1990                  | 28-04-1990            | 1(8wk)          | 19           | Nr. 1 in de Radio 2 Top 30                    |
| Nah neh nah                                          | 1990                  | 25-08-1990            | 7               | 14           | Nr. 5 in de Radio 2 Top 30                    |
| Night owls                                           | 1990                  | 08-12-1990            | 42              | 4            | Nr. 28 in de Radio 2 Top 30                   |
| Heading for a fall                                   | 1992                  | 19-09-1992            | 1(7wk)          | 15           | Nr. 1 in de Radio 2 Top 30                    |
| Time flies                                           | 1992                  | 05-12-1992            | 8               | 11           | Nr. 7 in de Radio 2 Top 30                    |
| So long ago                                          | 1993                  | 20-03-1993            | 33              | 4            | Nr. 24 in de Radio 2 Top 30                   |
| Don't break my heart                                 | 1995                  | 16-09-1995            | 6               | 15           | Nr. 6 in de Radio 2 Top 30                    |
| Stay with me                                         | 1995                  | 06-01-1996            | 46              | 3            |                                               |
| Les voiliers sauvages de nos vies                    | 2009                  | 10-10-2009            | tip12           | -            | Nr. 1 in de Radio 2 Top 30                    |
| Il suffisait d'y croire                              | 2010                  | -                     |                 |              | Nr. 3 in de Radio 2 Top 30                    |
| Hey (Nah neh nah)                                    | 2010                  | 08-01-2011            | 10              | 9            | met Milk & Sugar / Nr. 8 in de Radio 2 Top 30 |
| Look at us now                                       | 2014                  | 06-12-2014            | tip20           | -            |                                               |
| I don't wanna know (Live)                            | 2014                  | 21-02-2015            | tip45           | -            |                                               |

### NPO Radio 2 Top 2000
| Nummers met noteringen in de NPO Radio 2 Top 2000 | '99  | '00  | '01  | '02  | '03  | '04  | '05  | '06  | '07  | '08  | '09  | '10  | '11  | '12  | '13  | '14  | '15  | '16  |
| ------------------------------------------------- | ---- | ---- | ---- | ---- | ---- | ---- | ---- | ---- | ---- | ---- | ---- | ---- | ---- | ---- | ---- | ---- | ---- | ---- |
| Heading for a Fall                                | -    | -    | -    | -    | -    | -    | -    | -    | 1953 | -    | -    | -    | -    | -    | -    | -    | -    | -    |
| Nah Neh Nah                                       | 1093 | 997  | 1504 | 1344 | 1149 | 1301 | 1110 | 1257 | 1436 | 1267 | 1310 | 1498 | 1475 | 1347 | 1943 | 1844 | -    | -    |
| What's a Woman                                    | 804  | 1153 | 849  | 1001 | 794  | 880  | 894  | 938  | 952  | 888  | 920  | 1004 | 1225 | 1432 | 1668 | 1419 | 1787 | 1892 |

1. ↑  Een '-' betekent dat het nummer niet was genoteerd en een vetgedrukt getal geeft de hoogste notering van een nummer aan.
2. ↑  Deze tabel is bijgewerkt tot en met de laatste editie (2024).